# .45 ACP
|         |
|         |
| .45 ACP |

.45 ACP (Automatic Colt Pistol), även 11,43 × 23 mm, är en patron designad av John Moses Browning 1904 för en prototyp av en pistol som sedan skulle komma att bli känd som Colt M1911. Patronen hade sin upprinnelse i det Filippinsk-amerikanska kriget (1898-1902) då det rapporterades att den tidigvarande pistolpatronen, .38 Long Colt, inte var tillräckligt kraftig för att stoppa framstormande fiender. Den grova och tunga kulan (10 – 15 gram) har god verkan på oskyddade mål, men den låga utgångshastigheten gör att den har svårt att slå igenom skyddsvästar. 
Patronen brukades i omfattande mängd under andra världskriget och Koreakriget i de amerikanska kulsprutepistolerna Thompson och M3. Handeldvapen som använder .45 ACP är lättare att anpassa för bruk med ljuddämpare då ammunitionens utgångshastighet är lägre än ljudhastigheten vilket innebär att skott inte ger ifrån sig någon ljudbang. (Ljuddämpare till handeldvapen som använder t. ex. överljudshastiga 9 × 19 mm Parabellum måste på något sätt sakta ner kulan under ljudets hastighet för att vara optimalt effektiva eller använda specialtillverkad ammunition med underljudshastighet.) 
Införandet av automatkarbinen M14 (7,62 × 51 mm NATO) och en kort tid senare automatkarbinen M16 (5,56 × 45 mm NATO) minskade användningen av .45 ACP i amerikansk tjänst då dessa vapen ersatte M3 i fronttjänst. När USA:s väpnade styrkor bytte standardsidovapen från Colt M1911 till Beretta 92 (amerikansk beteckning M9, i kaliber 9 × 19 mm Parabellum) 1985 minskade bruket av patronen ytterligare, men försvann ej helt då vissa specialförband fortsatte att använda den i sina pistoler (t. ex. Heckler & Koch Mark 23). 

## I Sverige
Patronen användes i Sverige under 40-talet till 11 mm kpist m/40. Den hade beteckningen 11,4 mm patron m/40.